# 里永埃斯蒙塔涅
里永埃斯蒙塔涅（法語：Riom-ès-Montagnes，法語發音：[ʁjɔ̃ ɛs mɔ̃taɲ]）是法国康塔尔省的一个市镇，位于该省北部，属于莫里亚克区。

## 地名
该地名中（里永）与法语词（国王）同源。则是来自古法语，其为与的缩合，意思即为“在山区”。

## 地理
里永埃斯蒙塔涅（45°16'55"N, 2°39'35"E）面积46.48 平方千米，位于法国奥弗涅-罗讷-阿尔卑斯大区康塔爾省，该省份为法国中南部省份，位于法國中央高原中心，北起科雷兹省、上盧瓦爾省和多姆山省，西接洛特省和科雷兹省，南至阿韦龙省和洛特省，东临上盧瓦爾省和洛泽尔省。
与里永埃斯蒙塔涅接壤的市镇（或旧市镇、城区）包括：阿普雄、科朗德尔、马尔沙斯泰勒、默内、圣阿芒丹、圣艾蒂安德绍梅伊、瓦莱特。
里永埃斯蒙塔涅的时区为UTC+01:00、UTC+02:00（夏令时）。

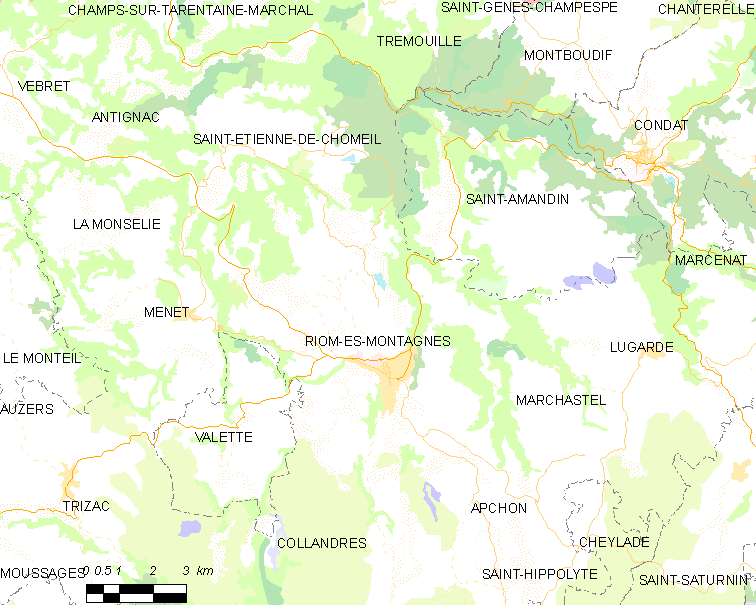
里永埃斯蒙塔涅的OSM定位图

## 行政
里永埃斯蒙塔涅的邮政编码为15400，INSEE市镇编码为15162。

## 政治
里永埃斯蒙塔涅所属的省级选区为里永埃斯蒙塔涅县。

## 交通
康塔尔省省道D678线经过境内。原有的铁路线已废弃，但在部分时段可能开行区域性旅游列车。

## 人口

1962-2008年间里永埃斯蒙塔涅人口变化图示

里永埃斯蒙塔涅于2022年1月1日时的人口数量为2403人。